# Divizia A 1996-1997
La Divizia A 1996-1997 è stata la 79ª edizione della massima serie del campionato di calcio rumeno, disputato tra il 31 luglio 1996 e il 14 giugno 1997 e concluso con la vittoria finale della Steaua București, al suo diciannovesimo titolo e quinto consecutivo.
Capocannoniere del torneo fu Sabin Ilie (Steaua București), con 31 reti.

## Formula
Come nella stagione precedente le squadre partecipanti furono 18 e disputarono un turno di andata e ritorno per un totale di trentaquattro partite.
Le ultime due classificate retrocedettero in Divizia B.
Le qualificate alle coppe europee furono sei: la vincente alla UEFA Champions League 1997-1998, seconda e terza alla Coppa UEFA 1997-1998, la vincente della coppa di Romania alla coppa delle Coppe 1997-1998 più altre due squadre alla Coppa Intertoto 1997.

## Classifica finale
|    | Classifica            | G  | V  | N | P  | GF | GS | Dif | Pt |
| -- | --------------------- | -- | -- | - | -- | -- | -- | --- | -- |
| 1  | Steaua București      | 34 | 23 | 4 | 7  | 87 | 40 | +47 | 73 |
| 2  | Național București    | 34 | 21 | 5 | 8  | 69 | 36 | +33 | 68 |
| 3  | Dinamo București      | 34 | 18 | 5 | 11 | 56 | 34 | +22 | 59 |
| 4  | Oțelul Galați         | 34 | 17 | 7 | 10 | 54 | 39 | +15 | 58 |
| 5  | FCM Bacău             | 34 | 16 | 5 | 13 | 43 | 41 | +2  | 53 |
| 6  | Ceahlăul Piatra Neamț | 34 | 15 | 7 | 12 | 51 | 50 | +1  | 52 |
| 7  | FC Argeș Pitești      | 34 | 14 | 8 | 12 | 46 | 37 | +9  | 50 |
| 8  | Rapid București       | 34 | 13 | 9 | 12 | 45 | 41 | +4  | 48 |
| 9  | Petrolul Ploiești     | 34 | 13 | 4 | 14 | 48 | 43 | +5  | 46 |
| 10 | Farul Constanța       | 34 | 14 | 4 | 16 | 46 | 52 | -6  | 46 |
| 11 | Universitatea Craiova | 34 | 12 | 7 | 15 | 48 | 52 | -4  | 43 |
| 12 | Sportul Studențesc    | 34 | 12 | 6 | 16 | 36 | 52 | -16 | 42 |
| 13 | Gloria Bistrița       | 34 | 11 | 8 | 15 | 38 | 45 | -7  | 41 |
| 14 | Jiul Petroșani        | 34 | 12 | 5 | 17 | 33 | 61 | -28 | 41 |
| 15 | U Cluj                | 34 | 11 | 6 | 17 | 52 | 67 | -15 | 39 |
| 16 | Chindia Târgoviște    | 34 | 11 | 5 | 18 | 32 | 55 | -23 | 38 |
| 17 | Politehnica Timișoara | 34 | 10 | 5 | 19 | 45 | 65 | -20 | 35 |
| 18 | FC Brașov             | 34 | 9  | 5 | 20 | 42 | 61 | -19 | 32 |

### Verdetti
- Steaua București Campione di Romania 1996-97.
- Politehnica Timișoara e FC Brașov retrocesse in Divizia B.

### Qualificazioni alle Coppe europee
- UEFA Champions League 1997-1998: Steaua București ammesso al primo turno preliminare.
- Coppa UEFA 1997-1998: Dinamo București e Oțelul Galați ammesse al turno preliminare.
- Coppa Intertoto 1997: Rapid București e Gloria Bistrița ammesse al primo turno.